# 奎北铁路
奎阿铁路原又叫奎北铁路是中国新疆自治区境内的一条铁路，南起伊犁哈萨克自治州奎屯市北疆铁路奎屯站，从准噶尔盆地西部穿过，经克拉玛依市、福海县，北屯市最后到达阿勒泰市。线路全长535.55千米，其中奎北段长468.5千米、北屯市至阿勒泰车站段长67.05千米。

## 建设历史

### 初期规划
本线路计划名奎阿铁路，自新疆奎屯市至新疆阿勒泰市布尔津，初步设定的路线为556.7公里，预计总投资62.3亿元人民币。这条线路从1956年就开始筹划，2004年8月29日召开的奎阿铁路预可研调研工作会议中討論了開展相關的前期工作。
之后决定先启动奎屯至北屯镇段（即：奎北铁路），待奎北段建成后再启动北屯镇—阿勒泰市路段（后称：北阿铁路、北阿线）

### 奎北段（奎北铁路）
2007年4月24日，奎阿铁路奎屯至北屯镇段（奎北铁路）正式开工。原计划于2009年建国60周年前完工。
2009年12月29日奎北铁路奎屯—克拉玛依段开通货运列车、也标志着克拉玛依市从此告别没有铁路的历史；之后在2011年4月18日12时25分，随着终点北屯镇站开出第一列货物列车，奎北铁路全线开通运营。
2011年6月1日奎北铁路开行客运列车。
2011年12月28日，北屯镇升格为市，原北奎铁路的终点北屯镇站自2012年3月1日起，更名为北屯市站。

### 北阿段（北阿铁路）
新建铁路北屯至阿勒泰线建设项目、又叫北阿铁路，是奎阿铁路的最后一个路段，北阿铁路自奎北铁路的终点北屯市车站北端引出，一路向东北跨过额尔齐斯河、640台地和克兰河，至阿勒泰市南约12公里处设阿勒泰站。
2014年2月27日，北阿铁路项目取得中国铁路总公司接轨批复；3月11日，取得自治区发改委核准批复；3月12日，通过初步设计审查；4月16日，完成新建铁路北屯至阿勒泰线建设项目工程监理招标工作；4月21日，完成新建铁路北屯至阿勒泰线建设项目土建1标段施工招标工作。
2014年4月26日，北阿铁路正式开工建设。
2016年6月底完成全部架梁任务，同年7月开始铺轨，并于9月19日全线贯通。
2017年6月10日北阿铁路正式开行客运列车，结束阿勒泰市市中心不通火车的历史。

### 新发展
2019年5月30日，克拉玛依站接入克塔铁路，克塔铁路上设立额敏站、塔城站办理客运业务。
2019年11月29日，奎屯至克拉玛依段提速电气化改造工程完工，这段时速由120公里提高至160公里，并于当年12月10日开通复兴号动车组列车。
2020年12月6日，阿勒泰站接入阿富准铁路、阿富准铁路是北疆铁路组成部分之一，全长428.438公里，起自阿勒泰站，经富蕴、昌吉准东经济技术开发区至乌将铁路（又叫乌将铁路）准东北站，北端接入乌（北）-将（军庙）铁路线路，全线共设有车站28处（含阿勒泰、准东、准东北三站），仅在富蕴站办理客运业务。

## 客运列车开行情况
现每日开行十二车次六对乌局管内客运列车、大部分从乌鲁木齐站始发，四对动车组列车抵达克拉玛依站，两对经过克塔铁路抵达塔城站，另一对经过阿富准铁路抵达富蕴站。
具体车次如下
| 行驶区间          | 车次（去/返）                              |
| ----------------- | ------------------------------------------ |
| 乌鲁木齐—富蕴     | K9735/K9736                                |
| 乌鲁木齐—塔城     | K9855/K9856                                |
| 乌鲁木齐—克拉玛依 | C851/C852、C853/C854、C855/C856、C857/C858 |
| 克拉玛依—塔城     | T9511/T9512                                |